# Pterolophia theresae
Pterolophia theresae là một loài bọ cánh cứng trong họ Cerambycidae.